# 阿纳斯塔西娅·别列济娜
阿纳斯塔西娅·伊戈列夫娜·别列济娜（羅馬化：Anastasia Igorevna Berezina；1997年9月29日—2019年8月4日）是俄罗斯女子足球运动员，场上位置为中场。效力于切尔塔诺沃俱乐部，并代表俄罗斯U17国家女子足球队和俄罗斯U19国家女子足球队出战国际赛场。2019年8月4日因心律不整离世。